# ジョー・フェイガン
ジョー・フェイガン（Joe Fagan、本名:Joseph Fagan、1921年3月12日 - 2001年6月30日）は、イギリス・リヴァプール出身の元サッカー選手。元サッカー指導者。

## 人物
現役時代はマンチェスター・シティでキャリアの大半を過ごした。1953年に引退すると指導者の道に進み、1958年にリヴァプールに加わった。その後ビル・シャンクリー、ボブ・ペイズリーの下でアシスタントコーチを務めた後、1983年に監督に就任。1983-84シーズンにUEFAチャンピオンズカップを制した。この年には国内リーグとリーグカップも優勝した。翌年もチャンピオンズカップで決勝に進出したが、ユヴェントスに敗れ準優勝に終わった。このシーズンでリヴァプールを退団した。

## 獲得タイトル

### 監督時代
リヴァプール
- リーグ : 1回 (1983-84)
- リーグカップ : 1回 (1983-84)
- UEFAチャンピオンズカップ : 1回 (1983-84)